# Endasys brachyceratus
Endasys brachyceratus är en stekelart som beskrevs av Luhman 1990. Endasys brachyceratus ingår i släktet Endasys och familjen brokparasitsteklar. Inga underarter finns listade i Catalogue of Life.